# 澳門民主發展聯委會
澳門民主發展聯委會（葡萄牙語：Unino de Macau para o Desenvolvimento da Democracia），簡稱｢民聯會｣，成立於1989年6月15日，為六四事件所催生的澳門民主政治組織。2023年5月29日，特別會員大會通過解散決議。

## 成員
理事長：區錦新，現任理事長
理事：吳國昌，首任理事長；民聯會前身澳門聲援中國學運聯委會發言人
骨干份子有吳國昌、區錦新等人。

## 歷史
前身為澳門聲援中國學運聯委會，曾發動多次遊行以聲援北京學運學生。
1989年6月5日，約十萬名澳門民眾上街遊行，抗議中央暴力鎮壓北京學生。遊行隊伍於下午二時首先齊集大三巴牌坊，為天安門慘劇的死傷者默哀，稍後即沿著主要道路前往新華社澳門分社（今中國銀行新馬路分行）。
六四事件後，聲援會與同年6月15日改組為澳門民主發展聯委會，以「回應中國民主運動，推動澳門民主發展」為宗旨，吳國昌為首屆理事長。
成立初期，民聯會曾主辦多個活動以聲援北京學運，積極呼籲言論自由，抨擊傳統社團家長專制，並呼籲澳人爭取民主開放的政制。在長期封閉和保守、市民政治意識十分薄弱的澳門社會，如此清晰、強烈的民主訴求是第一次出現，｢民聯會｣也因此被視為澳門的民主派。
因應澳門國安法修訂案獲得通過，民主派遭遇更嚴重的打壓，民聯會於2023年5月29日宣布解散。

## 活動

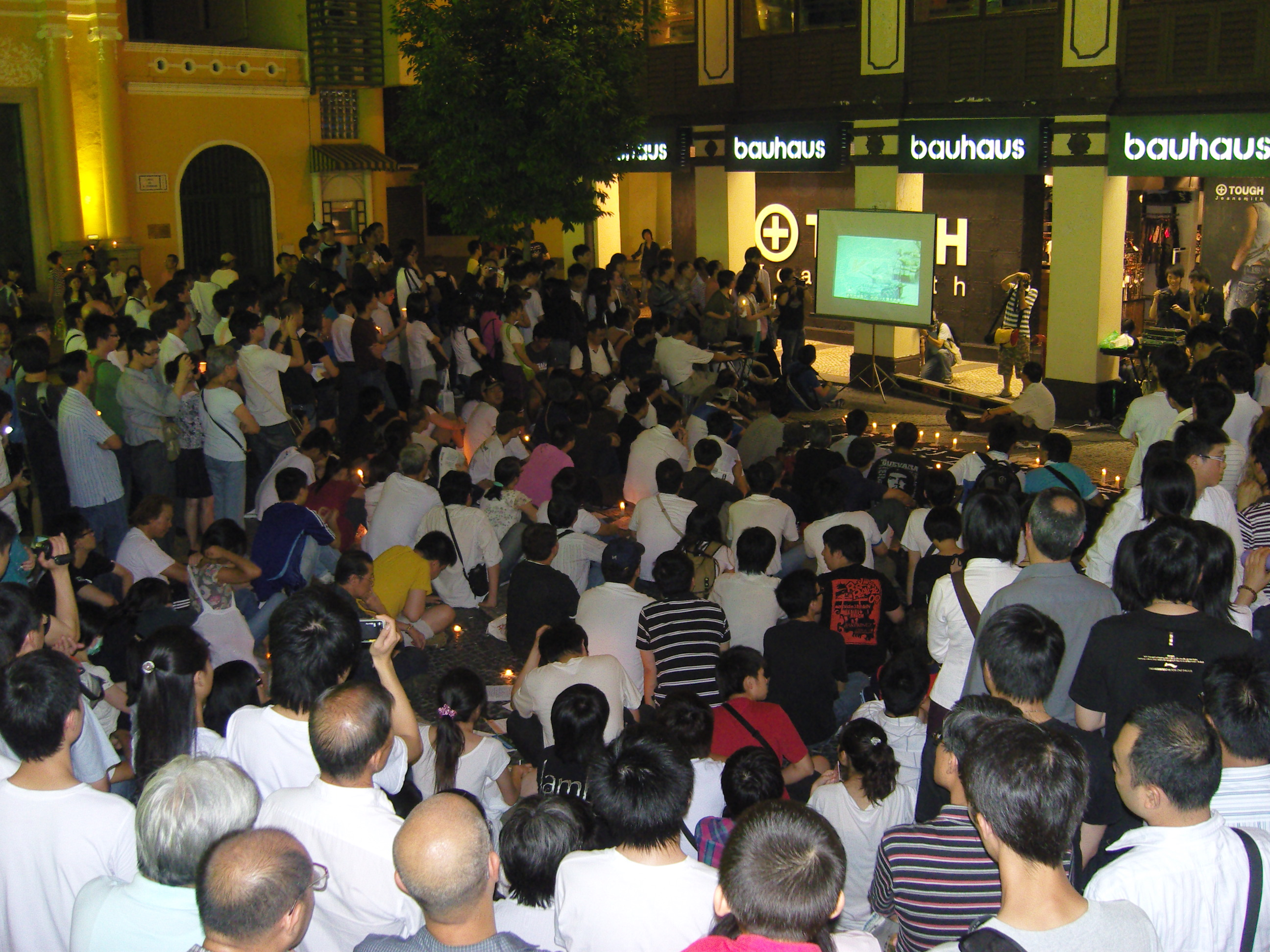
2009年六四燭光晚會

### 五四反思夜
在民聯會成立前的1989年5月4日，關注中國學運的人士舉行了第一次「五四反思夜」，與眾思考國家前途。此後由民聯會續辦示今。

### 六四紀念活動
民聯會每年都會舉行六四燭光集會，近年通常會在玫瑰堂前地舉行；而傳統社團澳門中華學生聯合總會則會於每年同一時間在人流較旺的議事亭前地舉行慶祝三天前六一兒童節的活動，活動由澳門基金會及民政總署贊助。
1992年的燭光集會，因當時之澳門市政廳負責人不肯供電予集會活動，反貪污暨反行政違法高級專員公署曾正式向澳門市政廳及澳門治安警察廳發出書面勸喻，指其行為傷害本地區公民權利的行使。
2010年6月4日的燭光集會，民聯會公佈的集會人數為400人，據稱為近十年最多。
2020年和2021年的紀念活動被治安警察局以防疫為由拒絕，改在線上舉行，是30年來首次。
2022年指因受各方面惡劣環境影響，決定不再舉行公開集會和八九民運展覽

### 其他
民聯會也會就中國大陆、台灣，以至國際上侵犯人權的情況，不定期發表聲明。

## 參看
- 新澳門學社
- 香港市民支援愛國民主運動聯合會

## 資料來源
1. ↑  澳門新興民主力量 的存檔，存档日期2011-01-18.
2. ↑  新澳門 的存檔，存档日期2010-12-23.，第二十九期。
3. ↑  .   [2010-06-05]. （原始内容存档于2011-09-08）.
4. ↑  .   [2010-06-05]. （原始内容存档于2011-07-17）.
5. ↑  . 美國之音. 2023-06-02  [2023-06-02]. （原始内容存档于2023-06-05）.
6. ↑  .   [2010-06-05]. （原始内容存档于2011-07-21）.
7. ↑  澳門立法會 區錦新議員議程前發言，2003年4月22日 （页面存档备份，存于）
8. ↑  .   [2010-06-04]. （原始内容存档于2010-06-07）.
9. ↑  . 論盡媒體. 2020-05-29  [2020-05-31]. （原始内容存档于2021-05-07）.
10. ↑  . 論盡媒體 AllAboutMacau Media. 2022-06-04  [2022-06-06]. （原始内容存档于2022-06-23）.